# Charlotte Englebert
Charlotte Englebert (Kingston upon Thames, 20 de mayo de 2001) es una jugadora belga de hockey sobre césped.

## Trayectoria
Englebert debutó con la selección de Bélgica en el año 2018. Tuvo su debut olímpico en Paris 2024. En el torneo llegó hasta las semifinales, pero perdió en los penales ante China. En el partido por la medalla de bronce, perdió por penales contra Argentina, luego de empatar 2 a 2.